# Alice Corbin Henderson
Alice Corbin Henderson (16 avril 1881-18 juillet 1949) était une poétesse, autrice et éditrice de poésie américaine.

## Biographie

### Jeunesse et formation
Alice Corbin est née à Saint-Louis dans le Missouri. Sa mère est décédée en 1884 et elle a été brièvement envoyée vivre avec la cousine de son père Alice Mallory Richardson à Chicago avant de retourner auprès de son père au Kansas après son remariage en 1891.
Corbin a fréquenté l'université de Chicago et, en 1898, a publié un recueil de poésie The Linnet Songs. En 1904, elle loue un atelier à l'académie des beaux-arts de Chicago, et c'est là qu'elle rencontre son futur mari, William Penhallow Henderson. Henderson est peintre, architecte et designer de meubles; et il donne des cours dans cette académie. Ils se sont mariés le 14 octobre 1905.

### Carrière
En 1912, son deuxième recueil de poèmes, The Spinning Woman of the Sky, est publié. Elle devient dans le même temps rédactrice adjointe de Harriet Monroe au magazine Poetry. Elle a quitté Chicago pour Santa Fe, au Nouveau-Mexique en 1916, après avoir reçu un diagnostic de tuberculose. Elle a continué à travailler pour Poetry à distance jusqu'en 1922.
Comme son mari, Alice Corbin était dévouée aux peuples et aux cultures du Nouveau-Mexique et du Sud-Ouest des États-Unis. Elle a publié Red Earth, Poems of New Mexico en 1920 et The Turquoise Trail, an Anthology of New Mexico Poetry en 1928. Pendant la Grande Dépression, Corbin était rédactrice en chef du New Mexico Federal Writer's Project. En 1937, Henderson a publié Brothers of Light: The Penitentes of the Southwest, dont son mari a fourni les illustrations.
Elle défendait également les droits civils et de l'art des Amérindiens. En 1920, elle a réuni un groupe de peintures à l'aquarelle d'Awa Tsireh (en) pour une exposition au Arts Club de Chicago. En 1937, Corbin et son mari ont aidé Mary Cabot Wheelwright (en) à fonder ce qui est maintenant appelé le Wheelwright Museum of the American Indian (en) et Corbin en est devenu la conservatrice.

## Héritage
Beaucoup de ses articles se trouvent au Harry Ransom Center de l'université du Texas à Austin.
La maison familiale de Santa Fe dans laquelle elle vivait avec son mari, au 555-57 Camino del Monte Sol, est inscrite au registre national des lieux historiques en tant que bâtiment contributif dans le quartier historique de Camino del Monte Sol.